# Turniej kobiet w koszykówce na Plażowych Igrzyskach Azjatyckich 2012
Turniej w koszykówce kobiet podczas III Plażowych Igrzysk Azjatyckich w Haiyan odbył się w dniach od 17 do 19 czerwca 2012 roku. Do rywalizacji przystąpiło 8 drużyn, podzielonych na dwie grupy. W każdej z nich zmagania toczyły się systemem kołowym (tj. każdy z każdym, po jednym meczu), a po dwa najlepsze zespoły uzyskały awans do półfinałów. Zwycięzcy półfinałów rywalizowali o pierwsze miejsce w meczu finałowym. Złoto zdobyła reprezentacja Indii.

## Faza grupowa

### Grupa A
Tabela
| Poz. | Reprezentacja   | Pkt | Mecze | Mecze | Mecze | Małe punkty | Małe punkty | Małe punkty |
| Poz. | Reprezentacja   | Pkt | M     | Z     | P     | zdob.       | str.        | ratio       |
| ---- | --------------- | --- | ----- | ----- | ----- | ----------- | ----------- | ----------- |
| 1    | Indie (IND)     | 6   | 3     | 3     | 0     | 55          | 27          | +26         |
| 2    | Filipiny (PHI)  | 5   | 3     | 2     | 1     | 40          | 25          | +15         |
| 3    | Tajlandia (THA) | 4   | 3     | 1     | 2     | 39          | 36          | +6          |
| 4    | Nepal (NEP)     | 3   | 3     | 0     | 3     | 12          | 59          | -47         |

Legenda: Poz. – pozycja, Pkt – liczba punktów, M – liczba meczów, Z – mecze wygrane, P – mecze przegrane, zdob. – małe punkty zdobyte, str. – małe punkty stracone
Mecze
17 czerwca 2012
| Indie     | 17:12 | Tajlandia |
| Nepal     | 1:20  | Filipiny  |
| Tajlandia | 17:5  | Nepal     |
| Filipiny  | 9:14  | Indie     |

18 czerwca 2012
| Indie    | 22:6  | Nepal     |
| Filipiny | 11:10 | Tajlandia |

### Grupa B
Tabela
| Poz. | Reprezentacja      | Pkt | Mecze | Mecze | Mecze | Małe punkty | Małe punkty | Małe punkty |
| Poz. | Reprezentacja      | Pkt | M     | Z     | P     | zdob.       | str.        | ratio       |
| ---- | ------------------ | --- | ----- | ----- | ----- | ----------- | ----------- | ----------- |
| 1    | Chiny (CHN)        | 6   | 3     | 3     | 0     | 46          | 17          | +29         |
| 2    | Mongolia (MGL)     | 5   | 3     | 2     | 1     | 29          | 29          | 0           |
| 3    | Turkmenistan (TKM) | 4   | 3     | 1     | 2     | 25          | 29          | -14         |
| 4    | Malediwy (MDV)     | 3   | 3     | 0     | 3     | 20          | 35          | -15         |

Legenda: Poz. – pozycja, Pkt – liczba punktów, M – liczba meczów, Z – mecze wygrane, P – mecze przegrane, zdob. – małe punkty zdobyte, str. – małe punkty stracone
Mecze
17 czerwca 2012
| Mongolia     | 7:15 | Chiny        |
| Malediwy     | 8:13 | Turkmenistan |
| Chiny        | 13:4 | Malediwy     |
| Turkmenistan | 6:13 | Mongolia     |

18 czerwca 2012
| Turkmenistan | 6:18 | Chiny    |
| Mongolia     | 9:8  | Malediwy |

## Faza zasadnicza

### Mecz o 5. miejsce
19 czerwca 2012
| Tajlandia | 12:6 | Turkmenistan |

### Półfinały
18 czerwca 2012
| Indie | 21:16 | Mongolia |
| Chiny | 10:9  | Filipiny |

### Mecz o brązowy medal
19 czerwca 2012
| Mongolia | 15:16 | Filipiny |

### Finał
19 czerwca 2012
| Indie | 17:14 | Chiny |

## Tabela końcowa
| Poz. | Reprezentacja |
| ---- | ------------- |
|      | Indie         |
|      | Chiny         |
|      | Filipiny      |
| 4    | Mongolia      |
| 5    | Tajlandia     |
| 6    | Turkmenistan  |